# Żyła pępkowa

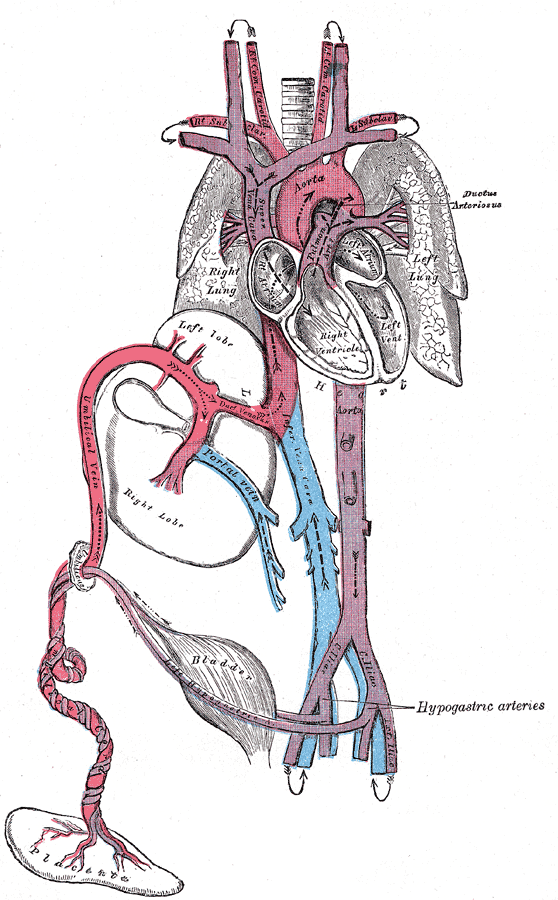
Żyła pępkowa – duże naczynie odchodzące od łożyska

Żyła pępkowa – w anatomii człowieka nieparzysta żyła występująca w okresie życia płodowego. Biegnie w pępowinie i prowadzi utlenowaną krew z łożyska do żyły wrotnej wątroby, przy czym część krwi (ok. ⅓ objętości) omija krążenie wrotne i poprzez przewód żylny (przewód Arancjusza) wpada bezpośrednio do żyły głównej dolnej.
Zamknięcie żyły pępkowej następuje po zamknięciu tętnic pępkowych, co umożliwia autotransfuzję pozostałej w łożysku krwi. Naczynie w ciągu tygodnia od porodu ulega całkowitemu zarośnięciu, tworząc więzadło obłe wątroby. Więzadło rozciąga się od pępka i łączy się z więzadłem sierpowatym wątroby.